# Хјурон (Калифорнија)
Хјурон (енгл. Huron) град је у америчкој савезној држави Калифорнија. По попису становништва из 2010. у њему је живело 6.754 становника.

## Демографија
Према попису становништва из 2010. у граду је живело 6.754 становника, што је 448 (7,1%) становника више него 2000. године.
| Група             | 2000.         | 2010.         |
| Белци             | 65 (1,0%)     | 101 (1,5%)    |
| Афроамериканци    | 20 (0,3%)     | 66 (1,0%)     |
| Азијати           | 25 (0,4%)     | 39 (0,6%)     |
| Хиспаноамериканци | 6.197 (98,3%) | 6.527 (96,6%) |
| Укупно            | 6.306         | 6.754         |